# Lista monumentelor istorice din județul Sibiu - V

Simbol pentru monumentele istorice

Lista monumentelor istorice din județul Sibiu - V cuprinde monumentele istorice înscrise în Patrimoniul cultural național al României și aflate în localități ce încep cu litera V din județul Sibiu.
Lista completă este menținută și actualizată periodic de către Ministerul Culturii, Cultelor și Patrimoniului Național din România, prin intermediul Institutului Național al Patrimoniului, ultima versiune datând din 2015. Această listă cuprinde și actualizările ulterioare, realizate prin ordin al ministrului culturii.
| Cod LMI                                | Denumire                                                                      | Localitate                            | Localizare                                                 | Datare, Creatori                              | Imagine               | Erori             |
| -------------------------------------- | ----------------------------------------------------------------------------- | ------------------------------------- | ---------------------------------------------------------- | --------------------------------------------- | --------------------- | ----------------- |
| SB-II-a-A-12577 (RAN: 144642.02)       | Ansamblul bisericii evanghelice fortificate                                   | sat Valchid; comuna Hoghilag          | 197 46.16972°N 24.58305°E                                  | sec. XIV - înc. sec. XIX                      | Alte imagini          | Raportează eroare |
| SB-II-m-A-12577.01 (RAN: 144642.02.02) | Biserica evanghelică                                                          | sat Valchid; comuna Hoghilag          | 197                                                        | sec. XIV,1441, 1507, înc. sec. XIX            | Încarcă foto \| video | Raportează eroare |
| SB-II-m-A-12577.02 (RAN: 144642.02.01) | Incintă fortificată, cu turnuri, turn de poartă, acces secundar fortificat    | sat Valchid; comuna Hoghilag          | 197                                                        | sf. sec. XV - înc. sec. XVI                   | Încarcă foto \| video | Raportează eroare |
| SB-II-s-A-12581                        | Situl rural Valea Viilor                                                      | sat Valea Viilor; comuna Valea Viilor | Sit delimitat cf. aviz 812/E/1998 al Ministerului Culturii | sec. XVIII - XIX                              | Alte imagini          | Raportează eroare |
| SB-II-a-A-12582 (RAN: 145970.01)       | Ansamblul bisericii evanghelice fortificate                                   | sat Valea Viilor; comuna Valea Viilor | 341 46.08324°N 24.27686°E                                  | sec. XIV - XVI                                | Alte imagini          | Raportează eroare |
| SB-II-m-A-12582.01 (RAN: 145970.01.02) | Biserica evanghelică                                                          | sat Valea Viilor; comuna Valea Viilor | 341                                                        | sec. XIV, sec. XV - XVI                       | Alte imagini          | Raportează eroare |
| SB-II-m-A-12582.02 (RAN: 145970.01.01) | Incintă fortificată, cu trei turnuri, turn de poartă, anexe                   | sat Valea Viilor; comuna Valea Viilor | 341                                                        | sec. XV - XVI                                 | Alte imagini          | Raportează eroare |
| SB-II-a-B-12578                        | Ansamblul rural „Centrul istoric al localității”                              | sat Vale; oraș Săliște                | str. Bisericii, curtea bisericii și cimitirul ortodox      | sec. XVII-XIX                                 | Alte imagini          | Raportează eroare |
| SB-II-m-B-12579 (RAN: 145596.01)       | Biserica „Sf. Treime”                                                         | sat Vale; oraș Săliște                | Str. Mare 106                                              | ante 1780 (1763?)                             | Alte imagini          | Raportează eroare |
| SB-II-m-B-20923.14                     | Linie ferată îngustă                                                          | sat Vărd; comuna Chirpăr              | Între km 54+056-57+991                                     | 1898 - 1910                                   | Încarcă foto \| video | Raportează eroare |
| SB-II-m-B-20923.15                     | Podeț de beton cu parapet de protecție 1 m                                    | sat Vărd; comuna Chirpăr              | La km 54+367                                               | 1898 - 1910                                   | Încarcă foto \| video | Raportează eroare |
| SB-II-m-B-20923.16                     | Podeț de beton cu parapet de protecție 1 m                                    | sat Vărd; comuna Chirpăr              | La km 54+573                                               | 1898 - 1910                                   | Încarcă foto \| video | Raportează eroare |
| SB-II-m-B-20923.17                     | Podeț metalic 4,8 m                                                           | sat Vărd; comuna Chirpăr              | La km 57+343                                               | 1898 - 1910                                   | Încarcă foto \| video | Raportează eroare |
| SB-II-m-B-12583 (RAN: 144483.01)       | Biserica evanghelică                                                          | sat Vărd; comuna Chirpăr              | 28 45.94694°N 24.60027°E                                   | sec. XIII, sec. XIV (turn), 1853 (cor, bolți) |                       | Raportează eroare |
| SB-II-m-B-20923.22                     | Linie ferată îngustă                                                          | sat Vecerd; comuna Bârghiș            | Între km 62+438-62+798                                     | 1898 - 1910                                   | Încarcă foto \| video | Raportează eroare |
| SB-II-m-B-20923.23                     | Podeț metalic 7,9 m                                                           | sat Vecerd; comuna Bârghiș            | La km 62+475                                               | 1898 - 1910                                   | Încarcă foto \| video | Raportează eroare |
| SB-II-m-B-12584                        | Casa parohială evanghelică                                                    | sat Velț; comuna Bazna                | 171                                                        | sec. XVIII - XIX                              | Încarcă foto \| video | Raportează eroare |
| SB-II-a-B-12585 (RAN: 144189.01)       | Ansamblul bisericii evanghelice fortificate                                   | sat Velț; comuna Bazna                | 173 46.23916°N 24.28083°E                                  | a doua jum. a sec. XIV - sec. XIX             | Alte imagini          | Raportează eroare |
| SB-II-m-B-12585.01 (RAN: 144189.01.02) | Biserica evanghelică fortificată                                              | sat Velț; comuna Bazna                | 173                                                        | a doua jum. a sec. XIV,1881                   |                       | Raportează eroare |
| SB-II-m-B-12585.02 (RAN: 144189.01.01) | Incintă fortificată, cu fosta locuință apaznicului cetății și turn de poartă. | sat Velț; comuna Bazna                | 173                                                        | sec. XVI, sec. XIX                            | Încarcă foto \| video | Raportează eroare |
| SB-II-a-B-12587                        | Ansamblul bisericii evanghelice fortificate                                   | sat Veseud; comuna Chirpăr            | 10 45.92944°N 24.64111°E                                   | sec. XIII - XVIII                             | Alte imagini          | Raportează eroare |
| SB-II-m-B-12587.01                     | Biserica evanghelică fortificată                                              | sat Veseud; comuna Chirpăr            | 10                                                         | sec. XIII, sec. XVI, 1784 - 1785              | Încarcă foto \| video | Raportează eroare |
| SB-II-m-B-12587.02                     | Incintă fortificată (fragment), cu turn de poartă                             | sat Veseud; comuna Chirpăr            | 10                                                         | sec. XVI - XVIII                              | Încarcă foto \| video | Raportează eroare |
| SB-II-m-B-12588                        | Biserica „Sf. Gheorghe”                                                       | sat Veseud; comuna Chirpăr            | Str. Principală 25                                         | 1790                                          | Încarcă foto \| video | Raportează eroare |
| SB-II-m-B-12586 (RAN: 145658.01)       | Conac nobiliar                                                                | sat Veseud; comuna Slimnic            | f.n.                                                       | înc. sec. XIX                                 | Încarcă foto \| video | Raportează eroare |
| SB-II-m-B-20923.74                     | Linie ferată îngustă-ramificație (Linia Vânătorilor)                          | sat Vurpăr; comuna Vurpăr             | Între km 8+620-12+686                                      | 1898 - 1910                                   | Încarcă foto \| video | Raportează eroare |
| SB-II-m-B-20923.75                     | Gara Vurpăr                                                                   | sat Vurpăr; comuna Vurpăr             | La km 12+630                                               | 1898 - 1910                                   | Încarcă foto \| video | Raportează eroare |
| SB-II-m-A-12589 (RAN: 146003.01)       | Biserica evanghelică                                                          | sat Vurpăr; comuna Vurpăr             | 1 45.895°N 24.34722°E                                      | înc. sec. XIII, transf. sec. XVI, 1804 (turn) | Alte imagini          | Raportează eroare |
| SB-IV-m-B-12640                        | Monumentul funerar al lui Ioan Băilă                                          | sat Vale; oraș Săliște                | Lângă biserica ortodoxă „Sf. Treime”                       | sec. XIX                                      | Alte imagini          | Raportează eroare |